# Fimleikafélag Hafnarfjörðar 2009
Questa voce raccoglie le informazioni riguardanti il Fimleikafélag Hafnarfjörðar nelle competizioni ufficiali della stagione 2009.

## Rosa
| N. |                      | Ruolo | Calciatore               |
| -- | -------------------- | ----- | ------------------------ |
| 1  | Islanda (bandiera)   | P     | Daði Lárusson            |
| 2  | Norvegia (bandiera)  | A     | Alexander Søderlund      |
| 3  | Danimarca (bandiera) | A     | Dennis Siim              |
| 4  | Danimarca (bandiera) | D     | Tommy Fredsgaard-Nielsen |
| 5  | Islanda (bandiera)   | D     | Freyr Bjarnason          |
| 6  | Islanda (bandiera)   | C     | Ásgeir Gunnar Ásgeirsson |
| 7  | Islanda (bandiera)   | D     | Pétur Viðarsson          |
| 8  | Islanda (bandiera)   | C     | Davíð Þór Viðarsson      |
| 9  | Islanda (bandiera)   | A     | Tryggvi Guðmundsson      |
| 10 | Islanda (bandiera)   | A     | Matthías Vilhjálmsson    |
| 11 | Islanda (bandiera)   | A     | Atli Guðnason            |
| 12 | Islanda (bandiera)   | P     | Gunnar Sigurðsson        |
| 13 | Islanda (bandiera)   | C     | Guðni Páll Kristjánsson  |

| N. |                    | Ruolo | Calciatore               |
| -- | ------------------ | ----- | ------------------------ |
| 14 | Islanda (bandiera) | D     | Guðmundur Sævarsson      |
| 15 | Islanda (bandiera) | A     | Matthías Guðmundsson     |
| 17 | Islanda (bandiera) | A     | Atli Viðar Björnsson     |
| 18 | Islanda (bandiera) | C     | Kristján Gauti Emilsson  |
| 19 | Islanda (bandiera) | A     | Hákon Atli Hallfreðsson  |
| 20 | Islanda (bandiera) | D     | Sverrir Garðarsson       |
| 21 | Islanda (bandiera) | C     | Björn Daníel Sverrisson  |
| 22 | Islanda (bandiera) | C     | Ólafur Páll Snorrason    |
| 23 | Islanda (bandiera) | C     | Brynjar Benediktsson     |
| 24 | Islanda (bandiera) | A     | Eiríkur Viljar Kúld      |
| 26 | Islanda (bandiera) | D     | Viktor Örn Guðmundsson   |
| 27 | Islanda (bandiera) | D     | Hjörtur Logi Valgarðsson |

## Risultati

### Supercoppa d'Islanda
| Arbitro: | Árnason |

|                                        |           |               |
| T. Guðmundsson 28’, 36’ Sverrisson 58’ | Marcatori | 77’ Sævarsson |

### Campionato

#### Girone di andata
| Arbitro: | Jakobsson |

|               |           |  |
| Rúnarsson 54’ | Marcatori |  |

| Arbitro: | Hjaltalín Jr. |

|                                 |           |             |
| T. Guðmundsson 52’ Guðnason 70’ | Marcatori | 2’ (aut.) ? |

| Arbitro: | Daníelsson |

|                                  |           |                                             |
| Kristjánsson 22’ Finnbogason 47’ | Marcatori | 74’ Vilhjálmsson 86’ (aut.) ? 90’ Søderlund |

| Arbitro: | Valgeirsson |

|                                                                      |           |              |
| Björnsson 25’ Ásgeirsson 48’ Viðarsson 65’ (rig.) Søderlund 82’, 86’ | Marcatori | 53’ (aut.) ? |

| Arbitro: | Valgeirsson |

|                |           |                               |
| Guðjónsson 59’ | Marcatori | 72’ Vilhjálmsson 86’ Guðnason |

| Arbitro: | Eiríksson |

|                                  |           |  |
| Sverrisson 3’, 46’ Björnsson 64’ | Marcatori |  |

| Arbitro: | Þórisson |

|              |           |                                    |
| ? 72’ (aut.) | Marcatori | 9’ Vilhjálmsson 50’, 84’ Björnsson |

| Arbitro: | Valgeirsson |

|                                                  |           |  |
| Vilhjálmsson 43’, 83’ Guðnason 56’ Björnsson 89’ | Marcatori |  |

| Arbitro: | Hjaltalín Jr. |

|  |           |                                               |
|  | Marcatori | 11’ Björnsson 19’ Vilhjálmsson 52’ Ásgeirsson |

| Arbitro: | Hinriksson |

|  |           |                                                                       |
|  | Marcatori | 6’, 60’ (rig.) Guðmundsson 14’ Björnsson 23’ Ásgeirsson 90’ Viðarsson |

| Arbitro: | Jakobsson |

|                                    |           |                            |
| Björnsson 2’, 41’ Vilhjálmsson 86’ | Marcatori | 10’ Óskarsson 18’ Breiðdal |

#### Girone di ritorno
| Arbitro: | Valgeirsson |

|                            |           |                                  |
| Viðarsson 59’ Guðnason 75’ | Marcatori | 42’ Antoníusson 90’ Þorsteinsson |

| Arbitro: | Daníelsson |

|  |           |                         |
|  | Marcatori | 47’, 51’ T. Guðmundsson |

| Arbitro: | Valgeirsson |

|                                       |           |                 |
| M. Guðmundsson 13’ T. Guðmundsson 53’ | Marcatori | 47’ Finnbogason |

| Arbitro: | Eiríksson |

|               |           |                                                     |
| Hreinsson 74’ | Marcatori | 18’ Valgarðsson 34’ Björnsson 52’, 76’ Vilhjálmsson |

| Arbitro: | Þórisson |

|                 |           |                                             |
| Guðnason 7’, 9’ | Marcatori | 3’ Takefusa 27’ (68) Jónsson 88’ Sigurðsson |

| Arbitro: | Daníelsson |

|                |           |                                                             |
| Jóhannsson 51’ | Marcatori | 15’, 90’ Björnsson 18’ (rig.) T. Guðmundsson 62’ Sverrisson |

| Arbitro: | Árnason |

|  |           |                                 |
|  | Marcatori | 5’ Ramsay 25’ Ondo 82’ Helgason |

| Reykjavík 31 agosto 2009, ore 18:00 19ª giornata | Þróttur   | 0 – 0 referto | FH Hafnarfjörður | Valbjarnarvöllur (869 spett.)\| Arbitro: \| Jakobsson \| |
| Arbitro:                                         | Jakobsson |               |                  |                                                          |

| Arbitro: | Valgeirsson |

|                                                                 |           |  |
| Vilhjálmsson 24’ Björnsson 28’, 84’ Guðnason 57’ Sverrisson 76’ | Marcatori |  |

| Arbitro: | Eiríksson |

|  |           |                   |
|  | Marcatori | 11’, 45’ Guðnason |

| Arbitro: | Þórisson |

|              |           |              |
| Breiðdal 15’ | Marcatori | 34’ Guðnason |

### Coppa d'Islanda
| Arbitro: | Gunnarsson |

|  |           |                                                |
|  | Marcatori | 46’ Hallfreðsson 78’ Bjarnason 90’ Valgarðsson |

| Arbitro: | Gíslason |

|                              |           |                                                |
| Mawejje 16’ Leitch-Smith 85’ | Marcatori | 11’ T. Guðmundsson 79’ Guðnason 117’ Søderlund |

| Arbitro: | Hinriksson |

|                                 |           |              |
| ? 20’ (aut.) Samuelsen 48’, 58’ | Marcatori | 71’ Guðnason |

### Champions League
| Arbitro: | Malek |

|  |           |                                              |
|  | Marcatori | 48’ Tileşev 57’, 85’ Golovskoj 70’ Hajrullin |

| Arbitro: | Kulbakov |

|                        |           |  |
| Smaqov 20’ Tileşev 67’ | Marcatori |  |